# Свети Георги (Милия)
Вижте пояснителната страница за други значения на Свети Георги.
„Свети Георги“ (на гръцки: Aγίου Γεωργίου) е православна църква в катеринското село Милия, Егейска Македония, Гърция, част от Китроската, Катеринска и Платамонска епархия. Църквата е гробищен храм, разположен северно от селото и изграден в 1898 година. Представлява типичната за периода трикорабна базилика. Притежава резбован иконостас и владишки трон. В 1989 година храмът е обявен за защитен паметник на културата.